# Daniel Rahimi
Daniel Rahimi (Umeå, 28 aprile 1987) è un hockeista su ghiaccio svedese, di origine iraniana.

## Palmarès

### Mondiali
- 1 medaglia:
  - 1 bronzo (Bielorussia 2014)